# Shaanxi Y-9
Shaanxi Y-9 — китайський середній військово-транспортний літак, виготовлений компанією Shaanxi Aircraft Company. Це розширена та модернізована версія літака Shaanxi Y-8 F.

## Історія
Створення Y-9 ймовірно почалося 2002 року під назвою Y-8X. Ця лінійка літаків створювалася у співпраці КБ Антонов, що створило транспортний літак АН-12, взятий за основу Y-9. Літак задумували як конкурента чотиримоторному турбогвинтовому військово-транспортному американському літаку Super Hercules Lockheed Martin C-130J. До вересня 2005 року використовувалося позначення Y-9. Переваги проекту Y-9 спершу призначалися для Y-8F600, але його розробку скасували 2008 року.
Перший політ Shaanx планували провести 2006 року, але він затримався. 2006 року було змінено дизайн, а подальші зміни було внесено лише 2010 року. Врешті, перший політ провели в листопаді 2010 року.
2012 року Y-9 включили до служби ПВС армії КНР.

## Модифікації
- Y-9 — базовий варіант
- Y-9E — експортне позначення Y-9.[4]
- Y-8Q / Shaanxi KQ-200 (GX-6) — протичовновий літак.[5]
- Shaanxi Y-9JZ (GX-8) — літак електронної розвідки.[6][7][8]
- Y-9XZ (GX-9) — літак психологічної війни.[9]
- Y-9W / KJ-500 (GX-10) — літак раннього попередження та контролю з повітря. Оснащений полегшеною версією радара KJ-2000 AESA.[10]
- Y-9G (GX-11) — літак радіоелектронної боротьби (ECM).[11]
- Y-9X (GX-12) — літак радіоелектронної розвідки (ELINT).[9]
- Y-9T (GX-13) — літак зв'язку.[12]
- Y-9Q (GX-14) — новий протичовновий варіант.[12]
- Y-9 (GX-15) — припускають, що це новий варіант раннього попередження з повітря.[12]

## Оператори

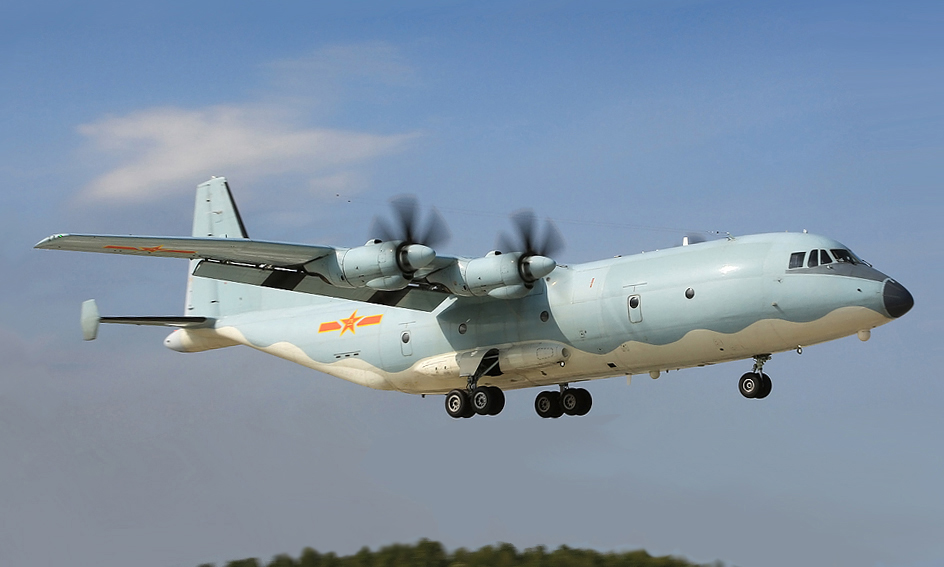
Shaanxi Y-9 під час приземлення, 2021

### КНР
- Повітряні сили КНР: понад 30 одиниць Y-9, 4 одиниці Y-9XZ, 8 одиниць Y-9W (KJ-500), 4 одиниці Y-9G, 2 одиниці Y-9X.
- Військово-морські сили КНР: 8 одиниць Y-9Q (KQ-200), 8 одиниць Y-9JZ (GX-8), 8 одиниць Y-9W (KJ-500H).
- Сухопутні війська КНР: 2 одиниці Y-9.

### М'янма
- Повітряні сили М'янми: 1 одиниця Y-9E (замовлено в листопаді 2017 року).